# Woodville (Teksas)
Woodville – miasto w Stanach Zjednoczonych, w stanie Teksas, siedziba administracyjna hrabstwa Tyler.